# E-zida

Plan kompleksu pałacowo-świątynnego w Niniwie z zaznaczonym położeniem świątyni boga Nabu

E-zida (sum. é.zi.da, tłum. „Prawdziwy dom”) – ceremonialna nazwa mezopotamskich świątyń poświęconych bogu Nabu.
W Babilonii nazwa E-zida odnosiła się do świątyni boga Nabu znajdującej się w mieście Borsippa. Była ona wielokrotnie przebudowywana i odnawiana, zarówno przez władców babilońskich (Hammurabi, Marduk-apla-iddina I, Marduk-szapik-zeri, Szamasz-szuma-ukin, Nabuchodonozor II), jak i asyryjskich (Asarhaddon, Aszurbanipal). Nazwę E-zida nosiła również cella boga Nabu w kompleksie świątynnym E-sagil boga Marduka w Babilonie, gdzie w trakcie obchodów święta akitu umieszczany był posąg boga Nabu sprowadzany z Borsippy.
W Asyrii nazwę E-zida nosiły świątynie boga Nabu znajdujące się w Niniwie i Kalchu. Przy pierwszej z nich prace budowlane prowadzili tacy asyryjscy władcy jak Adad-nirari III, Sargon II, Asarhaddon, Aszurbanipal i Sin-szarra-iszkun, natomiast przy drugiej Aszurnasirpal II, Adad-nirari III, Asarhaddon, Aszurbanipal, Aszur-etil-ilani i Sin-szarra-iszkun. 